# Carl Nicolai Stoud Platou

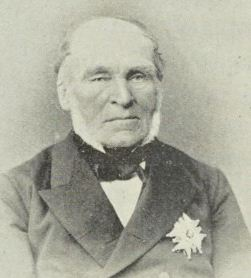
Carl Nicolai Stoud Platou

Carl Nicolai Stoud Platou, född den 26 juni 1809 i Kristiania, död den 11 september 1888 i Bergen, var en norsk ämbetsman, son till Ludvig Stoud Platou, far till Lars Hannibal Sommerfeldt Stoud Platou.
Platou blev juris kandidat 1832 och ingick sedan i justitiedepartementet. Han blev 1853 borgmästare i Kristiansand och 1860 borgmästare i Bergen. Liksom fadern och delvis i dennes namn utgav han några mycket använda läroböcker i geografi och offentliggjorde därjämte i "Norske Samlinger" (I-II, 1852-60) en omfattande brevväxling mellan Fredrik VI och prins Kristian August (1807-09) samt "W.F.K. Christies dagbok under Riksforsamlingen i Eidsvold" och i "Historisk Tidsskrift" (serie I, 2 band, 1872) faderns "Optegnelser fra Aaret 1814".